# Alvaro Biagini
Pour les articles homonymes, voir Biagini.
Alvaro Biagini (né le 1er octobre 1935 à Montecatini Terme, en Toscane) est un footballeur et entraîneur italien.

## Biographie
En tant qu’attaquant, il commença sa carrière à l’US Lucchese Libertas, puis continue à l’Atalanta Bergame. Il joue ensuite à l’US Palerme, terminant deux fois deuxième de Serie B en 1956 et en 1959. Il termina sa carrière au CC Catane, ne remportant rien.
Il fut entraîneur dans des clubs de niveaux inférieurs. Il remporta le championnat d’Italie de football Serie D en 1981 avec l'US Akragas. C’est son seul titre remporté en tant qu’entraîneur.

## Clubs successifs

### En tant que joueur
- 1952-1953 :  US Lucchese Libertas
- 1953-1955 :  Atalanta Bergame
- 1955-1959 :  US Palerme
- 1959-1966 :  CC Catane

### En tant qu’entraîneur
- 1967-1968 :  AS Tarente
- 1969-1970 :  SEF Torres
- 1970-1971 :  Pro Bagheria
- 1973 :  US Palerme
- 1977-1978 :  Siracusa Calcio
- 1978-1979 :  US Akragas
- 1980-1982 :  US Akragas
- 1982-1983 :  AS Canicattì (it)
- 1983-1984 :  AS Trapani

## Palmarès

### En tant que joueur
- Championnat d'Italie de football D2 :
  - Vice-champion : 1956 et 1959.
- Coupe des Alpes :
  - Finaliste : 1964.

### En tant qu’entraîneur
- Championnat d'Italie de football D5 :
  - Champion : 1981 et 1983.